# العلاقات البوتانية السيشلية
العلاقات البوتانية السيشلية هي العلاقات الثنائية التي تجمع بين بوتان وسيشل.

## مقارنة بين البلدين
هذه مقارنة عامة ومرجعية للدولتين:
| وجه المقارنة                                              | بوتان          | سيشل                                                |
| --------------------------------------------------------- | -------------- | --------------------------------------------------- |
| المساحة (كم2)                                             | 38.39 ألف      | 459                                                 |
| عدد السكان (نسمة)                                         | 807.61 ألف     | 95.84 ألف                                           |
| الكثافة السكانية (ن./كم²)                                 | 21.04          | 20.88 ألف                                           |
| العاصمة                                                   | تيمفو          | فيكتوريا                                            |
| اللغة الرسمية                                             | لغة دزونكا     | لغة فرنسية، لغة إنجليزية، اللغة الكريولية السيشيلية |
| العملة                                                    | نغولترم بوتاني | روبية سيشلية                                        |
| الناتج المحلي الإجمالي (بليون دولار)                      | 2.51 مليار     | 1.49 مليار                                          |
| الناتج المحلي الإجمالي (تعادل القوة الشرائية) بليون دولار | 6.49 مليار     | 2.54 مليار                                          |
| الناتج المحلي الإجمالي الاسمي للفرد دولار أمريكي          | 2.66 ألف       | 15.48 ألف                                           |
| الناتج المحلي الإجمالي للفرد دولار أمريكي                 | 7.82 ألف       | 26.42 ألف                                           |
| مؤشر التنمية البشرية                                      | 0.605          | 0.772                                               |
| رمز المكالمات الدولي                                      | +975           | +248                                                |
| رمز الإنترنت                                              | .bt            | .sc                                                 |
| المنطقة الزمنية                                           | ت ع م+06:00    | ت ع م+04:00                                         |

## منظمات دولية مشتركة
يشترك البلدان في عضوية مجموعة من المنظمات الدولية، منها:
| علم المنظمة | اسم المنظمة                        | تاريخ انضمام بوتان | تاريخ انضمام سيشل |
| ----------- | ---------------------------------- | ------------------ | ----------------- |
|             | يونسكو                             | 13 أبريل 1982      | 18 أكتوبر 1976    |
|             | وكالة ضمان الاستثمار متعدد الأطراف | 21 أكتوبر 2014     | 15 سبتمبر 1992    |
|             | الأمم المتحدة                      | 21 سبتمبر 1971     | 21 سبتمبر 1976    |
|             | الاتحاد البريدي العالمي            | ?                  | ?                 |
|             | البنك الدولي للإنشاء والتعمير      | 28 سبتمبر 1981     | 29 سبتمبر 1980    |
|             | الاتحاد الدولي للاتصالات           | 15 سبتمبر 1988     | 17 سبتمبر 1999    |
|             | منظمة حظر الأسلحة الكيميائية       | ?                  | 29 أبريل 1997     |
|             | مؤسسة التمويل الدولية              | 1 ديسمبر 2003      | 11 يونيو 1981     |
|             | منظمة الشرطة الجنائية الدولية      | ?                  | 1 سبتمبر 1977     |

## وصلات خارجية
- موقع وزارة الخارجية البوتانية
- موقع وزارة الخارجية السيشلية